# نشان دوستی
نشان دوستی (به روسی: Орден Дружбы) از نشان‌های افتخار دولتی روسیه است که با فرمان رئیس‌جمهور این کشور در سال ۱۹۹۴ ایجاد شد تا به اتباع خارجی اعطا شود که کار، اعمال و تلاش‌هایشان با هدف بهتر کردن روابط با فدراسیون روسیه و مردم آن باشد. پیشینهٔ آن را می‌توان در نشان دوستی خلق‌های اتحاد جماهیر سوسیالیستی شوروی پی‌گرفت.